# Fenomeen van Uhthoff
Het fenomeen van Uhthoff is het verergeren van de neurologische symptomen van multiple sclerose en enkele andere neuropathieën door een verhoogde lichaamstemperatuur die veroorzaakt wordt door lichamelijke inspanning, warm weer of een warm bad.

## Geschiedenis
Het fenomeen werd in 1890 voor de eerste maal beschreven door Wilhelm Uhthoff(1853–1927). Hij beschreef dat patiënten met neuritis optica een tijdelijke verslechtering van hun zichtvermogen ervaarden tijdens oefeningen. Pas later werd de link gelegd tussen deze oefeningen en de verhoogde warmteproductie die ze veroorzaakten. Het fenomeen kan zich voordoen bij elke neurologische afwijking die demyelinisatie veroorzaakt en is waarschijnlijk het gevolg van het effect dat warmte heeft op de zenuwgeleiding.

## Klinische significantie
Veel patiënten met multiple sclerose ervaren een sterke toename van hun vermoeidheid en andere symptomen die samenhangen met hun ziekte. Om dit te voorkomen mijden veel patiënten sauna's, warme baden en andere warmtebronnen. Ook wordt er gebruikgemaakt van koeling door middel van ijs of het gebruik van hittewerende kledij.